# Чизик
Чизик (на английски: Chiswick) е квартал на Лондон. Намира се във втора и трета зона на града. На изток граничи с Хамърсмит (Hammersmith), на югоизток – с Кю Гардънс (Kew Gardens), където се намира Кралската ботаническа градина. Южната му граница е река Темза, през която е построен мостът Чизик.
Някога е бил село, вилна зона на Лондон и сега могат да се видят красиви имоти с големи градини. Има дълга главна улица с магазини и кафенета, които са привлекателно място за разходка на живеещите в квартала. Кварталът е предпочитан от хората на изкуството – актьори, работещи в телевизията, художници, както и от работещите в банковия сектор. Спокоен и сигурен и заради това доста скъп квартал с определено снобски дух.
Големи и красиви паркове в квартала са Чизик парк с Чизик хаус и Гънърсбъри парк (Gunnersburry park). Тук се намира и къщата-музей Хогарт хаус (Hogart House) на художника Уилям Хогарт.